# Циклон-3

РН «Циклон-3»

«Циклон-3» — триступенева ракета-носій розроблена у КБ «Південне».
Запуск КА проводиться з космодрому «Плесецьк» (Російська Федерація).
Ракета-носій «Циклон-3» забезпечує виведення космічних апаратів масою до 4000 кг на низькі та середні кругові й еліптичні орбіти.
РН «Циклон-3» — це транспортна космічна система, створена на базі вузлів з доведеною високою надійністю, що зберегла найкращі з польотними та експлуатаційні характеристики, традиційно властиві ракетоносіям серії «Циклон».
[Остання модифікація: Циклон-4М]

## Історія створення
Розробка РН легкого класу «Циклон-3» (11К68) починалася під керівництвом М. К. Янгеля наприкінці 1960-х років у КБ «Південне» (м. Дніпро) на базі двоступеневої міжконтинентальної балістичної ракети Р-36.
При створенні ракетно-космічного комплексу «Циклон» були впроваджені нові підходи до організації робіт з підготовки до пуску РН. Це вивело вітчизняне космічне ракетобудування в середині 60-х років на новий якісний рівень. Рівень автоматизації по циклу передстартової підготовки та пуску РН «Циклон-2» і «Циклон-3» становить 100 %, а в цілому по роботах на комплексі — не менше 80 %.
Перший пуск ракети космічного призначення «Циклон-3» на космодромі «Плесецьк» відбувся 24 червня 1977 року («Космос-921»). 30 січня 2010 року здійснений останній пуск ракети «Циклон-3». Надалі планується експлуатація потужнішої версії даної ракети — «Циклон-4»

## Призначення
Ракета-носій «Циклон-3» виконана за класичною схемою «тандем», всі її щаблі з'єднані послідовно. Третій ступінь виконана в ампульному варіанті, що забезпечує її тривале зберігання в заправленому стані. Для зменшення зовнішніх габаритів ступеня, його рухова установка розміщена усередині тороїдального паливного відсіку.
Ракета-носій «Циклон-3» розроблена Державним конструкторським бюро «Південне» ім. М. К. Янгеля для запусків космічних апаратів загальною масою від 550 до 4000 кг на кругові та еліптичні орбіти. Запуски відбуваються з космодрому «Плесецьк» (Росія).
Ракета-носій знаходиться в експлуатації з 1980 р.
У 1995 році цією РН виведений на орбіту перший космічний апарат «Січ-1» під юрисдикцією України.

## Особливості комплексу

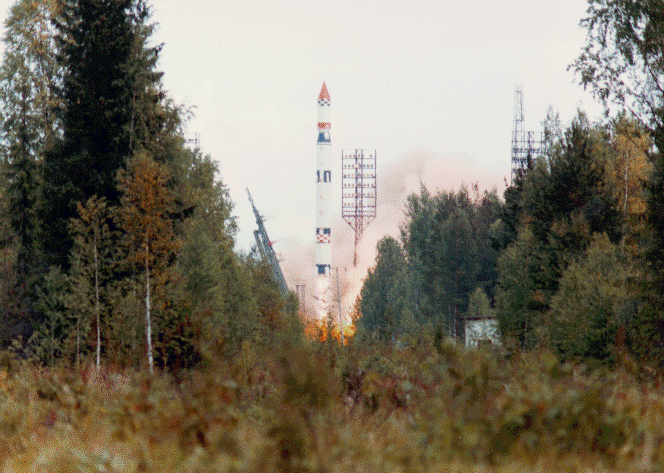
Старт ракети-носія «Циклон-3» з супутником «Метеор-3» з космодрому Плесецьк 15 серпня 1991

Носій «Циклон-3» відрізняється від попередньої модифікації «Циклон-2» новим третім ступенем, який дозволяє розширити сферу застосування цього носія.
Третій ступінь стикується з другої щаблем за допомогою спеціального перехідного відсіку, на який встановлюється головний обтічник, що захищає третю сходинку і космічний апарат від впливу зустрічного повітряного потоку. Всі двигуни ракети-носія працюють на самозаймистих компонентах ракетного палива: окислювач — азотний тетраоксид; пальне — несиметричний диметилгідразин. Рухові установки першого і другого ступенів складаються з маршового та кермового двигунів. Конструкція двигуна третього ступеня в залежності від обраної схеми польоту забезпечує або одноразове або дворазове його включення.
Траєкторія польоту перших двох ступенів ракети космічного призначення «Циклон-3» не залежить від кінцевої орбіти супутника і вибирається виходячи з розташування районів, виділених для падіння відокремлюваних частин ракети-носія. На потрібну орбіту космічний апарат виводиться за допомогою третього ступеня. У її конструкції при проєктуванні були закладені широкі можливості з реалізації енергетично оптимальних траєкторій виведення космічних апаратів на задані орбіти, як кругові, так і еліптичні. З цією метою передбачені можливості з управління часом, тривалістю і кількістю включень двигуна.

## Призначення
Ракета-носій «Циклон-3» призначена для проведення запусків автоматичних космічних апаратів наукового, прикладного, комерційного та військового призначення на кругові та еліптичні орбіти в діапазоні висот від 150 до 10000 км з нахилом площини орбіти 73,6 o і 82,5 o. З її допомогою на приполярні орбіти виводяться космічні апарати для дослідження природних ресурсів Землі, утворених погодних явищ, енергетичної активності Сонця, а також картографічні супутники і космічні апарати в інтересах забезпечення національної безпеки і оборони Росії. Стартова маса ракети-носія становить 186—190 тонн, довжина — 39,3 метра.
Маса корисного вантажу, виведеного на приполярних кругову орбіту заввишки 200 км, становить 3,6 тонни, висотою 1000 км — 2,5 тонни.
- Азимути пусків — 73,5-82,5 град.